# Sinobambusa scabrida
Sinobambusa scabrida är en gräsart som beskrevs av Tai Hui Wen. Sinobambusa scabrida ingår i släktet Sinobambusa och familjen gräs. Inga underarter finns listade i Catalogue of Life.